# Лубеник
Лу́беник (словац. Lubeník) — село, громада в окрузі Ревуца, Банськобистрицький край, Словаччина. Населення — 1 313 осіб (за оцінкою на 31 грудня 2017 р.). 

## Історія
Вперше згадується 1427 року як Lwbnyk. Історичні згадки: Lwbenyk (1435), Lwbonyk Lehota (1554), Lubownyik (1651), Lubení; угор. Lubenyik (1808).

## Транспорт
Автошлях 532.

## Населення
| Рік:            | 1994. | 2004.   | 2014.  | 2024.   |
| --------------- | ----- | ------- | ------ | ------- |
| Кількість осіб: | 1244  | 1280    | 1312   | 1254    |
| Різниця:        |       | +2,89 % | +2,5 % | -4,42 % |

| Рік:            | 2023. | 2024.   |
| --------------- | ----- | ------- |
| Кількість осіб: | 1265  | 1254    |
| Різниця:        |       | -0,86 % |